# (35680) 1999 AS21
1999 AS21 (asteroide 35680) é um asteroide da cintura principal. Possui uma excentricidade de 0.05529070 e uma inclinação de 6.58539º.
Este asteroide foi descoberto no dia 15 de janeiro de 1999 por Korado Korlević em Visnjan.